# Grešni kozel
Grešni kozel je izraz za osebo ali stvar, ki jo neupravičeno, po krivici obdolžijo česa.

## Izvor izraza
Izraz grešni kozel izvira iz Biblije, kjer je prvič omenjen v 3. Mojzesovi knjigi (16:8), kjer je zapisano, da je na praznik pomiritve Bog ukazal svečeniku Aronu, naj od skupnosti Izraelovih sinov vzame dva kozla kot daritev za greh in enega ovna za žgalno daritev. Po žrebu naj odredi tistega, ki bo žrtvovan bogu Jahveju, na drugega pa naj prenesejo krivde Izraelcev in ga odvedejo v puščavo, kjer ga prepustijo demonu Azazelu. S tem bo kozel odnesel zlo, ki bo tako prenehalo biti breme za grešni narod.
Aron naj položi obe roki živemu kozlu na glavo in naj nad njim prizna vse krivde in hudodelstva Izraelovih sinov, vse njihove grehe, in jih naloži kozlu na glavo. Potem naj ga po pripravljenem možu pošlje v puščavo. Kozel naj odnese na sebi vse njihove krivde v nerodovitno pokrajino. Tako naj pošlje kozla v puščavo.— —Stara zaveza, 3. Mojzesova knjiga, 16:8
Izraz grešni kozel se danes nanaša tudi na človeka, ki mora prenašati tuje krivde, brez možnosti, da bi se branil in ni zakonsko obsojen. Izročilo o grešnem kozlu je razširjeno po vseh celinah in predstavlja človekovo težnjo prenašanja svoje krivde in odgovornosti na drugega, s čimer pomiri svojo vest.